# 1957 w Wojsku Polskim
Kalendarium Wojska Polskiego 1957 - strona przedstawia wydarzenia w Wojsku Polskim w roku 1957.

## 1957
- do uzbrojenia Wojska Polskiego wdrożono karabinek AK w wersji z kolbą składaną.

## Styczeń
zaczął się ukazywać tygodnik „Wiraże” w Dowództwie Wojsk Lotniczych i OPL OK
1 stycznia
- wprowadzono nowy system gospodarki mundurowej[3]
- wyodrębniono lotnictwo operacyjne[3]
- przy Zarządzie Topograficznym Sztabu Generalnego utworzono Wojskowe Zakłady Kartograficzne[4]
- przy Szefostwie Wojsk Pancernych WP utworzono Wojskowe Zakłady Mechaniczne w Poznaniu.

2 stycznia
- wprowadzono nowy „Regulamin musztry SZ”[3][a]

5 stycznia
- rozporządzenie ministra obrony narodowej w sprawie zezwoleń na wyjazd i pobyt za granicą osób podlegających obowiązkowi wojskowemu[4]

11 stycznia
- w związku z uchwałą Plenum Zarządu Głównego Związku Młodzieży Polskiej o rozwiązaniu organizacji, zostały rozwiązane również w wojsku koła ZMP[4][b].
- rozkaz nr 6 ministra obrony narodowej w sprawie zatwierdzenia instrukcji o zakresie działania Pełnomocnika Ministra do spraw Zatrudnienia zwolnionych z wojska oficerów i podoficerów nadterminowych[4]

13 stycznia
- rozpoczęto akcję propagandową przed wyborami do Sejmu[3]

18 stycznia
- ukazał się rozkaz ministra obrony narodowej o przywróceniu tradycyjnych mundurów[5]

28 stycznia
- zarządzenie nr 9 ministra obrony narodowej w sprawie członkostwa oficerów zawodowych i podoficerów nadterminowych w Towarzystwie Szkół Świeckich[4]

30 stycznia
- rozkaz nr 11 ministra obrony narodowej w sprawie zakończenia przez wojska inżynieryjne akcji rozminowania oraz o dalszym prowadzeniu oczyszczania terytorium PRL z przedmiotów wybuchowych i niebezpiecznych[4]

## Luty
1 lutego
- powołano Wojskową Służbę Wewnętrzną[3]
- dekret o ustanowieniu  „Wielkopolskiego Krzyża Powstańczego”[4]

3 lutego
- ukazał się pierwszy numeru tygodnika Marynarki Wojennej „Bandera”[4]

4 lutego
- powołano Radę Wojskową Ministerstwa Obrony Narodowej oraz rady wojskowe rodzajów sił zbrojnych, okręgów wojskowych i związków taktycznych[3]

5 lutego
- minister obrony narodowej rozkazem nr 13 zwolnił podoficerów i szeregowców z rozformowanych batalionów budowlanych[4]

12 lutego
- wprowadzono nowy „Regulamin służby wewnętrznej Sił Zbrojnych Polskiej Rzeczypospolitej Ludowej”[3][c]

15 lutego
- minister obrony narodowej zarządzeniem nr 25 nakazał utworzyć Koła Oficerów Rezerwy Sił Zbrojnych i powołać Rady do Spraw Oficerów Rezerwy Sił Zbrojnych[4]

27 lutego
- minister obrony narodowej rozkazem nr 15 nakazał zorganizować Wojskowy Ośrodek Kondycyjny dla personelu latającego w Zakopanem; pierwszym komendantem ośrodka został ppłk Witold Gorbasiewicz[4][1][2]
- weszła w życie umowa między Rządem Polskiej Rzeczypospolitej Ludowej a Rządem Związku Socjalistycznych Republik Radzieckich o statusie prawnym wojsk radzieckich czasowo stacjonowanych w Polsce, podpisana w Warszawie dnia 17 grudnia 1956[6][7] → Północna Grupa Wojsk Armii Radzieckiej

## Marzec
25 marca
- uchwała o redukcji Wojska Polskiego o 44 500 żołnierzy[3][5]

## Kwiecień
2 kwietnia
- Rozkaz o rozformowaniu 5 Saskiej Dywizji Piechoty. 19 Dywizję Pancerną przemianowano na 5 Saską Dywizję Pancerną[8]

10 kwietnia

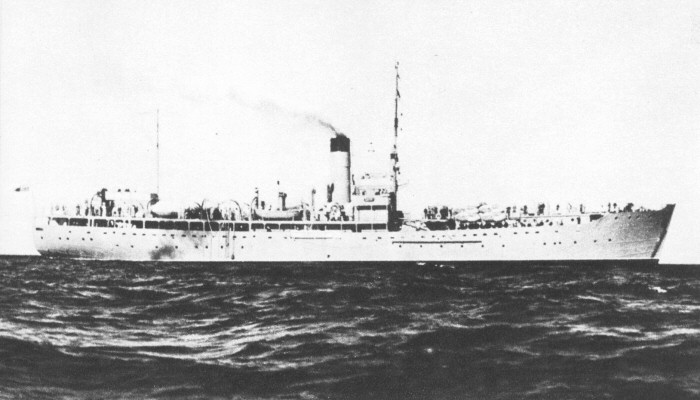
ORP "Zetempowiec"

- zmieniono nazwę ORP „Zetempowiec” na ORP „Gryf”
- zarządzenie nr 85 prezesa Rady Ministrów w sprawie wyznaczania oficerów w czynnej służbie wojskowej do prowadzenia szkolenia wojskowego na wyższych uczelniach cywilnych[4]
- rozwiązano Oficerską Szkołę Topografów[4]

16 kwietnia
- w Muzeum Wojska Polskiego w Warszawie otwarto wystawę wzorów nowego umundurowania żołnierzy, podoficerów służby zasadniczej oraz podoficerów i oficerów zawodowych wszystkich rodzajów wojsk[4]

## Maj
6 maja
- utworzono Wojskowe Ośrodki Szkolenia Ogólnego nr 1 w Łodzi i nr 2 w Elblągu[3]

13 maja
- zarządzeniem nr 49 minister obrony narodowej przekazał Teatr Domu Wojska Polskiego Prezydium Stołecznej Rady Narodowej[4]

14 maja
- rozpoczęła się konferencja taktyczno-metodyczna zorganizowana przez Główny Zarząd Wyszkolenia Bojowego na temat prowadzenia walki w warunkach użycia broni atomowej[4]

27 maja
- rozkaz MON w sprawie przedterminowego zwolnienia z czynnej służby wojskowej żołnierzy mających zawód nauczyciela oraz żołnierzy przyjętych na wyższe uczelnie[3]
- dla nowo formowanej dywizji zorganizowano Kurs Instruktorsko-Metodyczny Instruktorów Spadochronowych[9].

30 maja
- rozkazem nr 32 minister obrony narodowej powołał Radę Wojskową Ministerstwa Obrony Narodowej[4]

## Czerwiec
w rejonie Pomorza Zachodniego Wojska Ochrony Pogranicza wprowadziły pierwszą Doświadczalną Eskadrę Lotniczą
2 czerwca
- dowódca wojsk lotniczych wydał rozkaz wykonawczy w sprawie ośrodka kondycyjnego w Zakopanem[10]

8 czerwca
- minister obrony narodowej rozkazem nr 35 wprowadził Odznakę Kierowcy Wojskowego i Odznakę Mechanika Samochodowego[4]

12 czerwca
- minister obrony narodowej rozkazem nr 38 powołał Radę Główną do spraw Oficerów Rezerwy przy ministrze obrony narodowej[4]
- minister obrony narodowej rozkazem nr 39 powołał Okręgowe Rady do spraw Oficerów Rezerwy[4]
- minister obrony narodowej rozkazem nr 37 powołał komisję do opracowania projektu prawa o ustroju sądów wojskowych i prokuratury wojskowej[4]

15 czerwca
- Kurs Instruktorsko-Metodyczny Instruktorów Spadochronowych został przeformowany w 9 Szkolny batalion powietrznodesantowy[9].

19 czerwca
- rozkaz MON nr 032 o połączeniu Technicznej Szkoły Wojsk Pancernych i OSWPanc i Zmech oraz powołaniu Oficerskiej Szkoły Wojsk Pancernych[3]

23 czerwca
- 6 Pomorską Dywizję Piechoty przeformowano na 6 Pomorską Dywizję Powietrznodesantową

27 czerwca
- Akademię Wojskowo-Polityczną przemianowano na Wojskową Akademię Polityczną z wydziałem historycznym i pedagogicznym oraz statusem uczelni II stopnia[4]

29 czerwca
- w Stoczni im. Komuny Paryskiej w Gdyni zwodowano trałowiec bazowy ORP „Żubr”[11]
- z okazji Dnia Marynarki Wojennej do Gdyni przybył zespół okrętów Marynarki Wojennej Związku Radzieckiego w składzie jeden krążownik i dwa niszczyciele, pod dowództwem admirała Charłamowa oraz zespół okrętów Marynarki Wojennej Niemieckiej Republiki Demokratycznej pod dowództwem wiceadmirała Wernera[4]

30 czerwca
- w Gdyni odbyły się centralne uroczystości Dnia Marynarki Wojennej w ramach których odbyła się defilada wojskowa, parada okrętów oraz pokaz lądowania desantu morskiego[4]

## Lipiec
1 lipca
- utworzono przedsiębiorstwo państwowe „Wojskowe Przedsiębiorstwo Remontowo-Budowlane” w Warszawie[12]

5 lipca
- do Sztokholmu udał się zespół okrętów w składzie: niszczyciel Błyskawica oraz ścigacze „Zwrotny” i „Nieugięty”[12]

6 lipca
- na bazie 3 Korpusu Lotnictwa Mieszanego przystąpiono do formowania Lotnictwa Operacyjnego

16 lipca
- podpisano umowę pomiędzy Ministerstwem Obrony Narodowej i Generalną Dyrekcją PGR o warunkach płacy i pracy 10 000 żołnierzy zaangażowanych do żniw[12]

22 lipca
- jednostki drogowe WP zbudowały i oddały do użytku 40-tonowy most na Pilicy[12]

24 lipca
- dowódca Wojsk Lotniczych i OPL OK polecił do 1 października sformować Lotnictwo Operacyjne w Poznaniu, którego dowódcą został gen. bryg. pil. Jan Raczkowski[1]

25 lipca
- rozpoczęła się akcja udziału wojska w żniwach[3]

## Sierpień
5 sierpnia
- minister obrony narodowej rozkaz nr 48 zatwierdził statut wojskowych ośrodków szkolenia ogólnego[12]

6 sierpnia
- podniesiono banderę na trałowcu bazowym ORP „Tur”[13]

9 sierpnia
- zarządzeniem nr 95 ministra obrony narodowej utworzono Biuro Historyczne Wojska Polskiego. Jednocześnie rozformowano Zarząd Wojskowo-Historyczny Sztabu Generalnego[12]

17 sierpnia
- rozformowano korpusy pancerne[3]
- do Polski przywieziono urnę z prochami żołnierzy spod Narviku[14][15]

## Wrzesień
- na terenie Pomorza Zachodniego odbyły się manewry z udziałem jednostek wszystkich rodzajów sił zbrojnych — wojsk lądowych, lotnictwa, marynarki wojennej, a także oddziały Korpusu Bezpieczeństwa Wewnętrznego. Przebieg manewrów obserwował przewodniczący Rady Państwa Aleksander Zawadzki, członkowie Sejmowej Komisji Obrony Narodowej z  przewodniczącym Edwardem Gierkiem na czele, przedstawiciele Zjednoczonego Dowództwa Sił Zbrojnych państw Układu Warszawskiego oraz przedstawiciele armii sojuszniczych i zaprzyjaźnionych[12]

4 września
- wprowadzono nowy „Regulamin Służby Garnizonowej i Wartowniczej SZ PRL”[3]

5 września
- zarządzenie nr 96 ministra obrony narodowej stanowiło, iż absolwenci Oficerskich Szkół Lotniczych lub kursów personelu latającego, którzy posiadają tytuł pilota lub nawigatora — używają stopnia z określeniem posiadanych specjalności[16][12][10]

7 września
- utworzono zespół niszczycieli MW w składzie „Błyskawica” i „Burza”[3]. Zespół ten został wkrótce wzmocniony otrzymanymi od Związku Radzieckiego niszczycielami.

11 września
- rozkazem nr 57 ministra obrony narodowej Oficerska Szkoła Lotnicza nr 5 otrzymała nazwę: Oficerska Szkoła Lotnicza im. Żwirki i Wigury[12][1][10]

19 września
- do Chińskiej Republiki Ludowej udała się delegacja Wojska Polskiego[12]

24 września
- na podstawie zarządzenia ministra obrony narodowej nr 104 Oficerska Szkoła Wojsk Pancernych otrzymała prawo nadawania absolwentom tytułu technika[12]

## Październik
1 października
- w Poznaniu utworzono Dowództwo Lotnictwa Operacyjnego na którego czele stanął gen. bryg. Jan Raczkowski[10]

16 października
- w Stoczni im. Komuny Paryskiej w Gdyni zwodowano trałowiec bazowy ORP „Dzik”[17]

## Listopad
7 listopada
- powołano Wojskową Akademię Medyczną w Łodzi

19–13 listopada
- w Gdyni przebywała eskadra okrętów szkolnych Królewskiej Marynarki Wojennej Wielkiej Brytanii - fregaty: HMS „Roebuck”, HMS „Venus” i HMS „Vigilant”[12]

## Grudzień
13 grudnia
- ustawa o służbie wojskowej oficerów sił zbrojnych, a także o zaopatrzeniu emerytalnym żołnierzy zawodowych oraz ich rodzin[3]
- zarządzenie nr 263 prezesa Rady Ministrów w sprawie wyznaczania oficerów w czynnej służbie wojskowej do pracy w komendach terenowych obrony przeciwlotniczej[12]

15 grudnia
- rozkazem ministra obrony narodowej nr 83 włączono w skład sił marynarki wojennej niszczyciela oraz czterech ścigaczy okrętów podwodnych przekazanych przez Związek Radziecki oraz nadania im nazw; niszczyciel otrzymał nazwę „Grom”[12]
- podniesiono banderę na niszczycielu ORP „Grom” i innych okrętach

31 grudnia
- rozkazem nr 88 ministra obrony narodowej rozwiązano Komisję Wojskowo-Historyczną Ministerstwa Obrony Narodowej[12]